# グリコ (遊び)
グリコは、主に屋外の階段で行われる、じゃんけんから派生した遊びのひとつ。日本の子供の遊びとして広く知られている。じゃんけんグリコ、グリコじゃんけん、グリコゲーム、グリコ・チョコレート・パイナップル・ゲームとも。

## 歴史
発祥は定かではない。1933年2月16日の「大阪朝日新聞」のグリコの広告に「東京でハヤるジャンケンのよび方」として「グリコ」「チヨコレート」「パイナツプル」が掲載されている。
なお遊び研究家の加古里子によると、当初はこのパイナツプルは果物そのものではなく、台湾の新高製菓の当時人気のあったドロップの、一番人気のパイナップル味で、よって三者は「子どもにとってお菓子の三種の神器の名であった」。

## ルール

### 環境
- 階段
  - ある程度の段数を有する階段が必要となる。階段の最上と最下で最低限の意思疎通ができる程度の段数が望ましい。
  - 階段は屋内のものが多く利用されるが、利用に足る段数があれば屋外でも行える。
  - また、階段でなくとも均等な歩幅を測れる指標（路面の規則的な模様など）があれば理論上は行える。
- 人数
  - 2人以上。但し、じゃんけんを重ねて進行していくため、「あいこ」の発生しやすい多人数になればなるほどゲームの進行は遅くなる。

### 進行
じゃんけんを行い、勝った者が出した手に応じて進む。
- グーで勝った場合　：「グリコ」と言いながら3歩進む（一部地方では「グスベリ」[注釈 1]と言いながら4歩進む[1]）。
- チョキで勝った場合：「チヨコレイト」(チョコレート)と言いながら6歩進む。
- パーで勝った場合　：「パイナツプル」(パイナップル)、(一部地方では「パラシユート」(パラシュート)[4])と言いながら6歩進む。

進む際には「グ・リ・コ」と一音節ずつ明確に発声、発声するごとに一歩ずつ進む。「チョコレート」の場合は拗音の「ョ」を一音と捉え、「チヨコレイト」または「チヨコレエト」と発音して6歩、「パイナップル」はそのままでも良いが、慣習的に「パイナツプル」と促音の「ッ」を「ツ」に置き換えて発音されることが多い。
3歩の「グリコ」で勝つよりも、6歩の「チヨコレイト」「パイナツプル」で勝ち進むほうが進行の効率が良いため、できるならばそれらの手を出して勝つことが望ましい。しかし6歩の勝ち手であるチョキとパーの両者ではチョキが勝るため、そのチョキに対抗する意味でグーの勝負にも価値がある。勝ち手に優劣を持たせることによって、じゃんけんが本来持つ駆け引きの特性が強調されている。

### 勝利
階段の頂点などの規定のゴール地点に、最初に到達した者が勝者となる。
最初の到達者が出た時点で終了となる場合もあれば、全員が到達するまで勝負が終わらないルールも存在する。

## ローカルルール
ゴールはぴったりでないと上がれない（折り返させる）とするルールも存在する。このルールには、進める歩数が3の倍数のものしかないため、段数が3の倍数でないと延々上がれないという欠点がある。
グーが勝ち手であるときの「グリコ」を、「グリコのオマケ」あるいは「グリコのオマケつき」として7歩または9歩進むルールを採用することもある。パーが勝ち手であるときの「パイナップル」を、「パイナップルー」として7歩進むルールを採用することもある。
チョキを「ピー」と発音する地方では、「チヨコレイト」が「ピーナツ」になる場合が多い。
また、階段やタイルなどがなくても、スタートとゴールを決めてすることもある。この場合、進む距離はプレイヤーの歩幅にも影響される。一部の地域（宮城県多賀城市・塩竈市・七ヶ浜町・松島町・利府町）ではグーで勝った場合には「グリコ」ではなく「グリコス」として4歩進む。また、愛知県名古屋市千種区今池界隈では、グーで勝った場合には「グリコ」ではなく「グリコル」として4歩進む。また、あいこになった場合に「あいこさま」として5歩進む。
また、宮城県松島町の一部の地域では、あいこになった場合に「アイスクリーム」として7歩進む。
グーで勝った場合「グリコのパリパリチョコレート」、パーで勝った場合「パナップパリパリミルフィーユ」（この遊びをモチーフとしたパナップのCMで使用されたキャッチフレーズ）を使うルールもある。

## 備考
- この遊びはゲームボーイカラー用ソフトシルバニアファミリー3でも使用されている。
- 毎日放送 (MBS)の深夜バラエティ『ロケみつ ザ・ワールド』の旅ロケ企画のひとつとして、この遊びを応用した「さあ遥かなる塚本へ! 1駅1文字 日本海鉄道グリコブログ旅」が行われている。
- 江崎グリコは、CSRの一環としてこの遊び（「じゃんけんグリコ」と呼んでいる）を教育の場で集団で行うための指導ガイドを配布している[5][6]。ウェブサイトを設けているほか、自社のテレビCMでも用いたことがある[7]。